# Società Sportiva Calcio Napoli 1997-1998
Questa voce raccoglie le informazioni riguardanti la Società Sportiva Calcio Napoli nelle competizioni ufficiali della stagione 1997-1998.

## Stagione
Dopo le varie e importanti cessioni estive, dettate da un'inarrestabile crisi finanziaria della società, di calciatori come Boghossian, Pecchia, Cruz, Colonnese e Milanese, il Napoli si è presentato ai nastri di partenza con il nuovo tecnico Bortolo Mutti in panchina.
La stagione 1997-1998 è stata la peggiore disputata nella massima serie dal Napoli, escludendo la stagione d'esordio nel lontano 1926-1927. Sono stati raccolti appena 14 punti e si sono alternati in corso d'opera quattro allenatori: a Mutti succedettero, nell'ordine, Carlo Mazzone, Giovanni Galeone e Vincenzo Montefusco.
Si sono ottenute solo due vittorie interne su trentaquattro partite, con la squadra inchiodata all'ultimo posto in classifica dalla nona giornata. I soli sei punti alla fine del girone d'andata, erano già gli annunciatori di una retrocessione certa, che si è materializzata ufficialmente l'11 aprile a Parma (Parma-Napoli 3-1) con cinque partite d'anticipo sulla chiusura del torneo.
Si è trattato della prima retrocessione, nel corso della quasi trentennale era calcistica presieduta da Corrado Ferlaino, con il club che è retrocesso in Serie B dopo 33 anni consecutivi di Serie A.
Nella rosa partenopea si è distinto, in una stagione di totale confusione, il giovane attaccante romano Claudio Bellucci autore di 12 reti, mentre al di sotto delle attese è stato l'apporto dato dell'esperto Igor Protti, autore di soli 6 centri. Un'altra nota negativa stagionale riguarda la difesa colabrodo che, con 76 reti subite, è stata la peggiore del campionato. Nella Coppa Italia il Napoli entra in scena nel secondo turno eliminando il Perugia, mentre nel terzo turno esce dal torneo eliminato dalla Lazio.

## Divise e sponsor

Francesco Baldini in azione con la seconda divisa bianca

Lo sponsor ufficiale è Polenghi, mentre il fornitore tecnico è Nike.
| Casa | Trasferta | Terza divisa |

## Organigramma societario
- Azionista di riferimento: Corrado Ferlaino
- Amministratore unico: Gian Marco Innocenti
- Direttore sportivo: Luigi Pavarese
- Responsabile marketing: Luca Ferlaino
- Dirigente accompagnatore: Marcello De Luca Tamajo
- Consulente per la stampa: Carlo Iuliano
- Segretario sportivo: Alberto Vallefuoco
- Allenatore: Bortolo Mutti, dalla 6ª giornata Carlo Mazzone, dalla 10ª giornata Giovanni Galeone, dalla 20ª giornata Vincenzo Montefusco
- Responsabile settore tecnico: Salvatore Bagni

## Rosa

Il neoacquisto Claudio Bellucci, autore di 12 reti in 31 gare.

| N. |                      | Ruolo | Calciatore               |
| -- | -------------------- | ----- | ------------------------ |
| 1  | Italia (bandiera)    | P     | Giuseppe Taglialatela    |
| 2  | Francia (bandiera)   | D     | William Prunier          |
| 3  | Italia (bandiera)    | D     | Raffaele Sergio          |
| 4  | Italia (bandiera)    | C     | Fabio Rossitto           |
| 5  | Italia (bandiera)    | D     | Mauro Facci              |
| 6  | Argentina (bandiera) | D     | Roberto Ayala (capitano) |
| 7  | Italia (bandiera)    | C     | Francesco Turrini        |
| 8  | Italia (bandiera)    | C     | Raffaele Longo           |
| 9  | Italia (bandiera)    | A     | Claudio Bellucci         |
| 10 | Italia (bandiera)    | A     | Igor Protti              |
| 11 | Argentina (bandiera) | A     | José Luis Calderón       |
| 12 | Italia (bandiera)    | P     | Raffaele Di Fusco        |
| 13 | Italia (bandiera)    | D     | Luigi Panarelli          |
| 14 | Italia (bandiera)    | C     | Luca Altomare            |
| 15 | Italia (bandiera)    | D     | Francesco Baldini        |
| 16 | Italia (bandiera)    | D     | Luigi Malafronte         |

| N. |                                | Ruolo | Calciatore            |
| -- | ------------------------------ | ----- | --------------------- |
| 18 | Italia (bandiera)              | C     | Roberto Goretti       |
| 19 | Italia (bandiera)              | D     | Gennaro Scarlato      |
| 20 | Italia (bandiera)              | C     | Massimiliano Esposito |
| 21 | Italia (bandiera)              | D     | Alessandro Sbrizzo    |
| 22 | Belgio (bandiera)              | D     | Bertrand Crasson      |
| 23 | Italia (bandiera)              | P     | Ferdinando Coppola    |
| 24 | Italia (bandiera)              | D     | Mirko Conte           |
| 25 | Francia (bandiera)             | C     | Reynald Pedros        |
| 26 | Italia (bandiera)              | D     | Marco Zamboni         |
| 27 | Italia (bandiera)              | C     | Giuseppe Giannini     |
| 28 | Italia (bandiera)              | C     | Massimiliano Allegri  |
| 29 | Italia (bandiera)              | A     | Salvatore Bruno       |
| 30 | Croazia (bandiera)             | C     | Aljoša Asanović       |
| 31 | Serbia e Montenegro (bandiera) | A     | Damir Stojak          |
| 32 | Italia (bandiera)              | D     | Guglielmo Stendardo   |
|    | Italia (bandiera)              | D     | Mirko Taccola         |

## Calciomercato

### Sessione estiva(dall'1/7 al 30/10)
| Acquisti | Acquisti             | Acquisti       | Acquisti   |
| R.       | Nome                 | da             | Modalità   |
| -------- | -------------------- | -------------- | ---------- |
| A        | Claudio Bellucci     | Venezia        | definitivo |
| D        | Raffaele Sergio      | Udinese        | definitivo |
| C        | Fabio Rossitto       | Udinese        | definitivo |
| C        | Massimiliano Allegri | Padova         | definitivo |
| C        | Aljoša Asanović      | Derby County   | definitivo |
| A        | José Luis Calderón   | Independiente  | definitivo |
| D        | William Prunier      | Manchester Utd | definitivo |
| D        | Mauro Facci          | Salernitana    | definitivo |
| D        | Mirko Conte          | Piacenza       | prestito   |
| C        | Giuseppe Giannini    | Sturm Graz     | prestito   |
| A        | Igor Protti          | Lazio          | prestito   |
| D        | Marco Zamboni        | Verona         | prestito   |

| Cessioni | Cessioni            | Cessioni  | Cessioni   |
| R.       | Nome                | a         | Modalità   |
| -------- | ------------------- | --------- | ---------- |
| A        | Alfredo Aglietti    | Verona    | definitivo |
| A        | Nicola Caccia       | Atalanta  | definitivo |
| C        | Alain Boghossian    | Sampdoria | definitivo |
| C        | Beto                | Flamengo  | definitivo |
| D        | Francesco Colonnese | Roma      | definitivo |
| C        | Fabio Pecchia       | Juventus  | definitivo |
| D        | André Cruz          | Milan     | definitivo |
| D        | Mauro Milanese      | Parma     | definitivo |
| A        | Caio                | Santos    | definitivo |
| A        | Dino Fava Passaro   | Acireale  | prestito   |

### Sessione invernale
| Acquisti | Acquisti     | Acquisti  | Acquisti   |
| R.       | Nome         | da        | Modalità   |
| -------- | ------------ | --------- | ---------- |
| A        | Damir Stojak | Vojvodina | definitivo |

| Cessioni | Cessioni           | Cessioni      | Cessioni   |
| R.       | Nome               | a             | Modalità   |
| -------- | ------------------ | ------------- | ---------- |
| A        | José Luis Calderón | Independiente | definitivo |
| D        | Mirko Conte        | L.R. Vicenza  | definitivo |
| D        | Mirko Taccola      | Lucchese      | prestito   |
| D        | Alessandro Sbrizzo | Padova        | prestito   |
| D        | William Prunier    | Hearts        | definitivo |

## Risultati

### Serie A

#### Girone di andata
| Arbitro: | Braschi (Prato) |

|                            |           |  |
| R. Mancini 68’ Pancaro 76’ | Marcatori |  |

| Arbitro: | Serena (Bassano del Grappa) |

|                            |           |                 |
| C. Bellucci 32’ Protti 48’ | Marcatori | 76’ C. Esposito |

| Arbitro: | Messina (Bergamo) |

|               |           |             |
| Di Napoli 17’ | Marcatori | 18’ Turrini |

| Arbitro: | Pellegrino (Barcellona Pozzo di Gotto) |

|  |           |            |
|  | Marcatori | 50’ Caccia |

| Arbitro: | Trentalange (Torino) |

|                                                               |           |                                     |
| Candela 16’ Gautieri 34’ Balbo 51’, 60’, 89’ Di Francesco 53’ | Marcatori | 71’ Altomare 87’ (rig.) C. Bellucci |

| Arbitro: | Pairetto (Torino) |

|  |           |                               |
|  | Marcatori | 9’ Galante 69’ (aut.) Turrini |

| Arbitro: | Rodomonti (Torino) |

|                                                  |           |             |
| R. Baggio 48’, 90+1’, 90+5’ Andersson 56’, 90+3’ | Marcatori | 13’ Goretti |

| Arbitro: | Braschi (Prato) |

|              |           |                        |
| Bellucci 50’ | Marcatori | 40’ Zidane 88’ Fonseca |

| Arbitro: | Ceccarini (Livorno) |

|                              |           |  |
| M. Rossi 50’ F. Palmieri 61’ | Marcatori |  |

| Arbitro: | Treossi (Forlì) |

|             |           |              |
| Turrini 34’ | Marcatori | 28’ Firicano |

| Arbitro: | Collina (Viareggio) |

|              |           |  |
| Rastelli 87’ | Marcatori |  |

| Arbitro: | Bazzoli (Merano) |

|  |           |                                             |
|  | Marcatori | 18’ Blomqvist 53’ D. Baggio 65’, 73’ Crespo |

| Arbitro: | Borriello (Mantova) |

|                                                                              |           |                                         |
| Boghossian 35’ Montella 42’ (rig.), 61’, 90’ (rig.) Klinsmann 73’ Laigle 76’ | Marcatori | 15’ C. Bellucci 70’ Protti 78’ Rossitto |

| Arbitro: | Farina (Novi Ligure) |

|              |           |                       |
| Bellucci 75’ | Marcatori | 52’ Leonardo 71’ Ganz |

| Arbitro: | Rossi (Ciampino) |

|                      |           |                 |
| Crasson 90+2’ (aut.) | Marcatori | 27’ C. Bellucci |

| Arbitro: | Collina (Viareggio) |

|  |           |                                     |
|  | Marcatori | 13’ Pirlo 53’ Koźmiński 90+5’ Diana |

| Arbitro: | Tombolini (Ancona) |

|                          |           |  |
| Marcolini 73’ Sala 90+4’ | Marcatori |  |

#### Girone di ritorno
| Napoli 1º febbraio 1998 18ª giornata | Napoli               | 0 – 0 referto | Lazio | Stadio San Paolo (41 543 spett.)\| Arbitro: \| Trentalange (Torino) \| |
| Arbitro:                             | Trentalange (Torino) |               |       |                                                                        |

| Arbitro: | Cesari (Genova) |

|                                                                     |           |  |
| C. Esposito 24’ Cappellini 37’ (rig.) Pane 50’ Florijančič 76’, 79’ | Marcatori |  |

| Arbitro: | Braschi (Prato) |

|                               |           |  |
| Turrini 43’ (rig.) Stojak 47’ | Marcatori |  |

| Arbitro: | Collina (Viareggio) |

|                  |           |  |
| C. Lucarelli 16’ | Marcatori |  |

| Arbitro: | Bazzoli (Merano) |

|  |           |                         |
|  | Marcatori | 54’ Totti 62’ Di Biagio |

| Arbitro: | Rossi (Ciampino) |

|                                 |           |  |
| Zamorano 63’ Ronaldo 73’ (rig.) | Marcatori |  |

| Napoli 8 marzo 1998 24ª giornata | Napoli           | 0 – 0 referto | Bologna | Stadio San Paolo (31 897 spett.)\| Arbitro: \| Branzoni (Pavia) \| |
| Arbitro:                         | Branzoni (Pavia) |               |         |                                                                    |

| Arbitro: | Racalbuto (Gallarate) |

|                            |           |                          |
| Del Piero 43’ Zalayeta 57’ | Marcatori | 52’ Turrini 90+1’ Protti |

| Arbitro: | Sirotti (Forlì) |

|                                |           |                                                          |
| Protti 35’ (rig.) Altomare 73’ | Marcatori | 2’ Casale 29’ F. Palmieri 76’ (aut.) Ayala 90+2’ Atelkin |

| Arbitro: | Farina (Novi Ligure) |

|                                             |           |  |
| Batistuta 40’, 67’ Robbiati 80’ Edmundo 86’ | Marcatori |  |

| Arbitro: | Serena (Bassano del Grappa) |

|                 |           |                                |
| C. Bellucci 51’ | Marcatori | 33’ Scienza 84’ (rig.) Dionigi |

| Arbitro: | Preschern (Mestre) |

|                             |           |                 |
| Crespo 3’, 86’ Apolloni 76’ | Marcatori | 69’ C. Bellucci |

| Arbitro: | Rosetti (Torino) |

|  |           |                               |
|  | Marcatori | 33’ (aut.) Crasson 87’ Laigle |

| Milano 26 aprile 1998 31ª giornata | Milan            | 0 – 0 referto | Napoli | Stadio Giuseppe Meazza (47 495 spett.)\| Arbitro: \| Pin (Conegliano) \| |
| Arbitro:                           | Pin (Conegliano) |               |        |                                                                          |

| Arbitro: | De Santis (Tivoli) |

|                    |           |                            |
| Turrini 12’ (rig.) | Marcatori | 4’ Poggi 45’, 87’ Bierhoff |

| Arbitro: | Tombolini (Ancona) |

|                    |           |                 |
| Adani 57’ Neri 81’ | Marcatori | 56’ C. Bellucci |

| Arbitro: | Strazzera (Trapani) |

|                            |           |                       |
| C. Bellucci 13’ Stojak 48’ | Marcatori | 6’ Guerrero 37’ Volpi |

### Coppa Italia
| Arbitro: | Bazzoli (Merano) |

|                                  |           |                     |
| Pandolfi 28’, 48’ Thorninger 81’ | Marcatori | 5’, 75’ C. Bellucci |

| Arbitro: | Treossi (Forlì) |

|                            |           |             |
| Protti 24’ C. Bellucci 55’ | Marcatori | 90’ Guidoni |

| Arbitro: | Cesari (Genova) |

|                                        |           |  |
| Boksic 4’, 31’ Signori 16’ (rig.), 20’ | Marcatori |  |

| Arbitro: | Racalbuto (Gallarate) |

|                                      |           |  |
| Protti 33’ Giannini 79’ Rossitto 88’ | Marcatori |  |

## Statistiche

### Statistiche di squadra
| Competizione | Punti | In casa | In casa | In casa | In casa | In casa | In casa | In trasferta | In trasferta | In trasferta | In trasferta | In trasferta | In trasferta | Totale | Totale | Totale | Totale | Totale | Totale | DR  |
| Competizione | Punti | G       | V       | N       | P       | Gf      | Gs      | G            | V            | N            | P            | Gf           | Gs           | G      | V      | N      | P      | Gf     | Gs     | DR  |
| ------------ | ----- | ------- | ------- | ------- | ------- | ------- | ------- | ------------ | ------------ | ------------ | ------------ | ------------ | ------------ | ------ | ------ | ------ | ------ | ------ | ------ | --- |
| Serie A      | 14    | 17      | 2       | 4       | 11      | 13      | 31      | 17           | 0            | 4            | 13           | 12           | 45           | 34     | 2      | 8      | 24     | 25     | 76     | -51 |
| Coppa Italia |       | 2       | 2       | 0       | 0       | 5       | 1       | 2            | 0            | 0            | 2            | 2            | 7            | 4      | 2      | 0      | 2      | 7      | 8      | -1  |
| Totale       |       | 19      | 4       | 4       | 11      | 18      | 32      | 19           | 0            | 4            | 15           | 14           | 52           | 38     | 4      | 8      | 26     | 32     | 84     | -52 |

### Andamento in campionato
| Giornata  | 1  | 2 | 3 | 4  | 5  | 6  | 7  | 8  | 9  | 10 | 11 | 12 | 13 | 14 | 15 | 16 | 17 | 18 | 19 | 20 | 21 | 22 | 23 | 24 | 25 | 26 | 27 | 28 | 29 | 30 | 31 | 32 | 33 | 34 |
| --------- | -- | - | - | -- | -- | -- | -- | -- | -- | -- | -- | -- | -- | -- | -- | -- | -- | -- | -- | -- | -- | -- | -- | -- | -- | -- | -- | -- | -- | -- | -- | -- | -- | -- |
| Luogo     | T  | C | T | C  | T  | C  | T  | C  | T  | C  | T  | C  | T  | C  | T  | C  | T  | C  | T  | C  | T  | C  | T  | C  | T  | C  | T  | C  | T  | C  | T  | C  | T  | C  |
| Risultato | P  | V | N | P  | P  | P  | P  | P  | P  | N  | P  | P  | P  | P  | N  | P  | P  | N  | P  | V  | P  | P  | P  | N  | N  | P  | P  | P  | P  | P  | N  | P  | P  | N  |
| Posizione | 11 | 9 | 8 | 12 | 14 | 14 | 17 | 17 | 17 | 18 | 18 | 18 | 18 | 18 | 18 | 18 | 18 | 18 | 18 | 18 | 18 | 18 | 18 | 18 | 18 | 18 | 18 | 18 | 18 | 18 | 18 | 18 | 18 | 18 |

Fonte: http://calcio-seriea.net/allenatori_squadra/1997/1135/
Legenda:

Luogo: C = Casa; T = Trasferta. Risultato: V = Vittoria; N = Pareggio; P = Sconfitta.

### Statistiche dei giocatori
| Giocatore       | Serie A  | Serie A | Serie A     | Serie A    | Coppa Italia | Coppa Italia | Coppa Italia | Coppa Italia | Totale   | Totale | Totale      | Totale     |
| Giocatore       | Presenze | Reti    | Ammonizioni | Espulsioni | Presenze     | Reti         | Ammonizioni  | Espulsioni   | Presenze | Reti   | Ammonizioni | Espulsioni |
| --------------- | -------- | ------- | ----------- | ---------- | ------------ | ------------ | ------------ | ------------ | -------- | ------ | ----------- | ---------- |
| M. Allegri      | 7        | 0       | ?           | ?          | -            | -            | -            | -            | 7        | 0      | 0+          | 0+         |
| L. Altomare     | 24       | 2       | ?           | ?          | 2            | 0            | ?            | ?            | 26       | 2      | ?           | ?          |
| A. Asanovic     | 15       | 0       | ?           | ?          | -            | -            | -            | -            | 15       | 0      | 0+          | 0+         |
| R. Ayala        | 28       | 0       | ?           | ?          | 2            | 0            | ?            | ?            | 30       | 0      | ?           | ?          |
| F. Baldini      | 30       | 0       | ?           | ?          | 3            | 0            | ?            | ?            | 33       | 0      | ?           | ?          |
| C. Bellucci     | 27       | 10      | ?           | ?          | 4            | 3            | ?            | ?            | 31       | 13     | ?           | ?          |
| S. Bruno        | 3        | 0       | ?           | ?          | -            | -            | -            | -            | 3        | 0      | 0+          | 0+         |
| J. Calderon     | 6        | 0       | ?           | ?          | 1            | 0            | ?            | ?            | 7        | 0      | ?           | ?          |
| A. Cimadomo     | 2        | 0       | ?           | ?          | -            | -            | -            | -            | 2        | 0      | 0+          | 0+         |
| M. Conte        | 9        | 0       | ?           | ?          | 1            | 0            | ?            | ?            | 10       | 0      | ?           | ?          |
| F. Coppola      | 1        | -2      | ?           | ?          | -            | -            | -            | -            | 1        | -2     | 0+          | 0+         |
| B. Crasson      | 22       | 0       | ?           | ?          | 2            | 0            | ?            | ?            | 24       | 0      | ?           | ?          |
| R. Di Fusco     | 7        | -19     | ?           | ?          | 1            | 0            | ?            | ?            | 8        | -19    | ?           | ?          |
| M. Esposito     | 4        | 0       | ?           | ?          | 2            | 0            | ?            | ?            | 6        | 0      | ?           | ?          |
| M. Facci        | 17       | 0       | ?           | ?          | 3            | 0            | ?            | ?            | 20       | 0      | ?           | ?          |
| G. Giannini     | 4        | 0       | ?           | ?          | 1            | 1            | ?            | ?            | 5        | 1      | ?           | ?          |
| R. Goretti      | 26       | 1       | ?           | ?          | 4            | 0            | ?            | ?            | 30       | 1      | ?           | ?          |
| R. Longo        | 29       | 0       | ?           | ?          | 4            | 0            | ?            | ?            | 33       | 0      | ?           | ?          |
| L. Malafronte   | 10       | 0       | ?           | ?          | -            | -            | -            | -            | 10       | 0      | 0+          | 0+         |
| L. Panarelli    | 17       | 0       | ?           | ?          | 1            | 0            | ?            | ?            | 18       | 0      | ?           | ?          |
| R. Pedros       | 3        | 0       | ?           | ?          | 1            | 0            | ?            | ?            | 4        | 0      | ?           | ?          |
| I. Protti       | 27       | 4       | ?           | ?          | 4            | 2            | ?            | ?            | 31       | 6      | ?           | ?          |
| W. Prunier      | 3        | 0       | ?           | ?          | 1            | 0            | ?            | ?            | 4        | 0      | ?           | ?          |
| F. Rossitto     | 28       | 1       | ?           | ?          | 4            | 1            | ?            | ?            | 32       | 2      | ?           | ?          |
| A. Sbrizzo      | 2        | 0       | ?           | ?          | 3            | 0            | ?            | ?            | 5        | 0      | ?           | ?          |
| G. Scarlato     | 19       | 0       | ?           | ?          | 2            | 0            | ?            | ?            | 21       | 0      | ?           | ?          |
| R. Sergio       | 12       | 0       | ?           | ?          | 3            | 0            | ?            | ?            | 15       | 0      | ?           | ?          |
| G. Stendardo    | 1        | 0       | ?           | ?          | -            | -            | -            | -            | 1        | 0      | 0+          | 0+         |
| D. Stojak       | 13       | 2       | ?           | ?          | -            | -            | -            | -            | 13       | 2      | 0+          | 0+         |
| G. Taglialatela | 28       | -55     | ?           | ?          | 3            | -8           | ?            | ?            | 31       | -63    | ?           | ?          |
| F. Turrini      | 27       | 5       | ?           | ?          | 3            | 0            | ?            | ?            | 30       | 5      | ?           | ?          |
| M. Zamboni      | 4        | 0       | ?           | ?          | 1            | 0            | ?            | ?            | 5        | 0      | ?           | ?          |